# J. Michael Harrison
John Michael Harrison (né le 4 septembre 1944) est un chercheur américain, connu pour ses contributions à la théorie de la recherche opérationnelle, en particulier aux théorie des files d'attente et aux mathématiques financières. Il est auteur de deux livres et de près de 90 articles de revues.

## Biographie
J. Michael Harrison obtient un bachelor of Science en génie industriel à l'Université Lehigh en 1966, une master of Science à l'université Stanford en 1967 et un PhD en recherche opérationnelle en 1970, également à l'université Stanford (titre de la thèse : Queueing Models for Assembly-Like Systems).
Il travaille ensuite, et toujours à la Stanford Graduate School of Business, d'abord en tant que professeur assistant, puis comme professeur associé (1973) et depuis 1978 comme professeur titulaire. Il est finalement Adams Distinguished Professor of Management à l'université Stanford.

## Recherches
Ses recherches ont porté sur la modélisation stochastique pour les entreprises et ont conduit à des résultats influents en théorie des options (avec David M. Kreps, 1980). Il étudie également les modèles de réseaux browniens pour la logistique et les modèles d'optimisation des centres d'appels téléphoniques. Ultérieurement, il a étudie la tarification dynamique et la gestion des revenus.

## Prix et distinctions
- 2008 : Élu membre de l'Académie nationale d'ingénierie des États-Unis.
- 2005 : Fellow de l'Institute for Operations Research and the Management Sciences (INFORMS).
- 2004 : Lauréat du prix de théorie John-von-Neumann.
- 2001 : Prix Frederick W. Lanchester (meilleure publication de recherche).
- 1998 : Expository Writing Award Institute for Operations Research and the Management Sciences (INFORMS).

## Publications (sélection)
Livres
- J. G. Dai et J. M. Harrison, Processing networks. Fluid models and stability, Cambridge, Cambridge University Press, 2020, xx +  384 (ISBN 978-1-108-48889-1, zbMATH 1451.93001).
- J. M. Harrison, Brownian models of performance and control, Cambridge, Cambridge University Press, 2023, xvii + 190 (ISBN 978-1-107-01839-6, zbMATH 1308.60003) – Version augmentée et mise à jour de  Brownian Motion and Stochastic Flow Systems, Wiley and Sons, 1985

Articles
- J. M. Harrison et D. M. Kreps, « Speculative investor behavior in a stock market with heterogeneous expectations », The Quarterly Journal of Economics, vol. 92, no 2,‎ 1978, p. 323-336.
- J. M. Harrison et D. M. Kreps, « Martingales and arbitrage in multiperiod securities markets », Journal of Economic Theory, vol. 20, no 3,‎ 1979, p. 381-408.
- J. M. Harrison, « Martingales and stochastic integrals in the theory of trading », Stochastic Processes and Their Applications, vol. 11, no 3,‎ 1981, p. 215-260.
- J. M. Harrison, T. M. Sellke et A. J. Taylor, « Impulse control of Brownian motion », Mathematics of Operations Research, vol. 8, no 3,‎ 1983, p. 454-466.
- J. M. Harrison et R. J. Williams, « Brownian models of open queueing networks with homogeneous customer populations », Stochastics: An International Journal of Probability and Stochastic Processes, vol. 22, no 2,‎ 1987, p. 77-115.
- J. M. Harrison, « Brownian models of queueing networks with heterogeneous customer populations », dans W. Fleming et P. Lions (éditeurs), Stochastic Differential Systems, Stochastic Control Theory and Applications, New York, Springer, 1988, p. 147-186.
- J. M. Harrison et V. Nguyen, « Brownian models of multiclass queueing networks: Current status and open problems », Queueing Systems, vol. 13, nos 1-3,‎ 1993, p. 5-40.
- J. M. Harrison, « The BIGSTEP Approach to flow management in stochastic processing networks », dans F. P. Kelly, S. Zachary et I. Ziedins (éditeurs), Stochastic Networks: Theory and Applications, Londres, Oxford University Press, 1996, p. 57-90.
- J. M. Harrison et J. A. Van Miegham, « Dynamic control of brownian networks: state space collapse and equivalent workload formulations », Annals of Applied Probability, vol. 7, no 2,‎ 1997, p. 747-771.
- J. M. Harrison, « Brownian models of open processing networks: canonical representation of workload », Annals of Applied Probability, vol. 10, no 1,‎ 2000, p. 75-103.
- J. M. Harrison, « A broader view of Brownian networks », Annals of Applied Probability, vol. 13, no 3,‎ 2003, p. 1119-1150.
- J. M. Harrison et A. Zeevi, « A method for staffing large call center based on stochastic fluid models », Manufacturing & Service Operations Management, vol. 7, no 1,‎ 2003, p. 20-36.